# Вахова (деревня)
Вахова — деревня в Талицком городском округе Свердловской области России.

## География
Находится на расстоянии 16 километров (по дорогам в 23 километрах) к северо-западу от города Талицы, на правом берегу реки Юрмыч — левого притока реки Пышмы, в устье реки Ольховки.
Фактически слилась с деревней Хомутинина (связаны улицей Шоссейное). На противоположном берегу Юрмыча расположено село Завьяловское. Селения связаны мостовым переходом.

## Население
| 2002 | 2010 | 2021 |
| ---- | ---- | ---- |
| 19   | ↗24  | ↘17  |

## Инфраструктура
Личное подсобное хозяйство с зоной сельскохозяйственного использования, индивидуальная застройка усадебного типа.

## Транспорт
Деревня доступна автотранспортом.